# GIS Pallavolo Ottaviano 2019-2020
Questa voce raccoglie le informazioni riguardanti la GIS Pallavolo Ottaviano nelle competizioni ufficiali della stagione 2019-2020.

## Organigramma societario
Area direttiva
- Presidente: Raffaele Ugliano
- Presidente onorario: Nicola Prisco
- Vicepresidente: Raffaele Boccia
- Team manager: Luigi Iervolino
- Direttore generale: Vincenzo Carbone
- Dirigente: Francesco D'Ascoli, Lucio Mazza, Umberto Mazza
- Direttore sportivo: Andrea Cozzolino
- Segreteria generale: Raffaele Boccia

Area tecnica
- Allenatore: Gennaro Libraro (fino al 17 dicembre 2019), Aniello Mosca (dal 20 dicembre 2019)
- Allenatore in seconda: Manuel Santagata
- Scout man: Armando Benenato
- Responsabile settore giovanile: Mario Ammirati

Area comunicazione
- Addetto stampa: Luigi Iervolino
- Relazioni esterne: Carlo Catapano

Area marketing
- Responsabile ufficio marketing: Luigi Iervolino

Area sanitaria
- Medico: Luigi Capasso
- Preparatore atletico: Enzo D'Argenio
- Ortopedico: Mario Conti

## Rosa
| N° | Nome              | Ruolo | Data di nascita   | Nazionalità sportiva |
| -- | ----------------- | ----- | ----------------- | -------------------- |
| 1  | Carlo Lucarelli   | O     | 23 marzo 1996     | Italia               |
| 2  | Carmine Iervolino | L     | 20 febbraio 2001  | Italia               |
| 5  | Francesco Ardito  | L     | 20 maggio 1987    | Italia               |
| 8  | Enrico Libraro    | S     | 15 aprile 1983    | Italia               |
| 9  | Michele De Prisco | P     | 13 maggio 1987    | Italia               |
| 10 | Antonio Libraro   | P     | 18 gennaio 1981   | Italia               |
| 11 | Gerald Ndrecaj    | C     | 16 dicembre 1999  | Italia               |
| 12 | Daniele Giuliano  | L     | 24 gennaio 2000   | Italia               |
| 13 | Antonio Guancia   | S     | 21 settembre 1986 | Italia               |
| 14 | Felice Sette      | S     | 27 febbraio 1996  | Italia               |
| 15 | Giuseppe Scialò   | O     | 17 settembre 1983 | Italia               |
| 16 | Giuseppe Bonina   | C     | 10 gennaio 1995   | Italia               |
| 17 | Stefan Ivanov     | O     | 31 marzo 1997     | Bulgaria             |
| 18 | Mario Giacobelli  | C     | 17 aprile 1990    | Italia               |

## Risultati

### Serie A3

#### Girone di andata
| 1ª giornata - 20 ottobre 2019 PalaIngrosso, Taviano              | Leverano          | 1 - 3 | GIS Ottaviano | 25-22, 16-25, 17-25, 23-25 |
| 2ª giornata - 27 ottobre 2019 PalaCercola, Cercola               | GIS Ottaviano     | 1 - 3 | Macerata      | 28-30, 25-23, 28-30, 14-25 |
| 3ª giornata - 3 novembre 2019 PalaCorigliano, Corigliano-Rossano | Corigliano Volley | 3 - 0 | GIS Ottaviano | 25-18, 26-24, 27-25        |
| 4ª giornata - 10 novembre 2019 PalaCercola, Cercola              | GIS Ottaviano     | 3 - 0 | Roma Club     | 25-23, 25-22, 25-21        |
| 6ª giornata - 23 novembre 2019 PalaBotteghelle, Reggio Calabria  | Franco Tigano     | 3 - 1 | GIS Ottaviano | 20-25, 25-16, 25-20, 25-21 |
| 7ª giornata - 30 novembre 2019 PalaCercola, Cercola              | GIS Ottaviano     | 0 - 3 | M&G           | 22-25, 16-25, 22-25        |
| 8ª giornata - 8 dicembre 2019 Palazzetto dello Sport, Tricase    | Alessano          | 0 - 3 | GIS Ottaviano | 20-25, 24-26, 19-25        |
| 9ª giornata - 15 dicembre 2019 PalaCercola, Cercola              | GIS Ottaviano     | 3 - 1 | Modica        | 25-23, 25-22, 18-25, 25-18 |
| 10ª giornata - 22 dicembre 2019 PalaMalè, Viterbo                | Tuscania          | 3 - 0 | GIS Ottaviano | 25-18, 25-20, 25-20        |
| 11ª giornata - 26 dicembre 2019 PalaCercola, Cercola             | GIS Ottaviano     | 3 - 1 | Sabaudia      | 23-25, 25-23, 25-20, 25-14 |

#### Girone di ritorno
| 12ª giornata - 5 gennaio 2020 PalaCercola, Cercola                     | GIS Ottaviano | 3 - 1 | Leverano          | 25-21, 25-23, 21-25, 25-17        |
| 13ª giornata - 11 gennaio 2020 Palasport Fontescodella, Macerata       | Macerata      | 1 - 3 | GIS Ottaviano     | 31-33, 19-25, 25-20, 22-25        |
| 14ª giornata - 19 gennaio 2020 PalaCercola, Cercola                    | GIS Ottaviano | 3 - 0 | Corigliano Volley | 25-19, 25-22, 28-26               |
| 15ª giornata - 26 gennaio 2020 PalaHoney, Roma                         | Roma Club     | 3 - 0 | GIS Ottaviano     | 25-16, 25-20, 25-22               |
| 17ª giornata - 9 febbraio 2020 PalaCercola, Cercola                    | GIS Ottaviano | 3 - 2 | Franco Tigano     | 25-21, 25-23, 19-25, 21-25, 15-10 |
| 18ª giornata - 16 febbraio 2020 Palasport Grottazzolina, Grottazzolina | M&G           | 3 - 0 | GIS Ottaviano     | 25-22, 25-16, 25-19               |
| 19ª giornata - 1º marzo 2020 PalaCercola, Cercola                      | GIS Ottaviano | -     | Alessano          | annullata                         |
| 20ª giornata - 8 marzo 2020 PalaRizza, Modica                          | Modica        | 3 - 2 | GIS Ottaviano     | 30-28, 27-29, 26-24, 22-25, 15-13 |
| 21ª giornata - 15 marzo 2020 PalaCercola, Cercola                      | GIS Ottaviano | -     | Tuscania          | annullata                         |
| 22ª giornata - 22 marzo 2020 PalaVitaletti, Sabaudia                   | Sabaudia      | -     | GIS Ottaviano     | annullata                         |

## Statistiche

### Statistiche di squadra
| Competizione | Punti | In casa | In casa | In casa | In trasferta | In trasferta | In trasferta | Totale | Totale | Totale |
| Competizione | Punti | G       | V       | P       | G            | V            | P            | G      | V      | P      |
| ------------ | ----- | ------- | ------- | ------- | ------------ | ------------ | ------------ | ------ | ------ | ------ |
| Serie A3     | 27    | 8       | 6       | 2       | 9            | 3            | 6            | 17     | 9      | 8      |
| Totale       | -     | 8       | 6       | 2       | 9            | 3            | 6            | 17     | 9      | 8      |

G = partite giocate; V = partite vinte; P = partite perse

### Statistiche dei giocatori
| Giocatore     | Serie A3 | Serie A3 | Serie A3 | Serie A3 | Serie A3 | Totale | Totale | Totale | Totale | Totale |
| Giocatore     | P        | PT       | AV       | MV       | BV       | P      | PT     | AV     | MV     | BV     |
| ------------- | -------- | -------- | -------- | -------- | -------- | ------ | ------ | ------ | ------ | ------ |
| F. Ardito     | 17       | 0        | 0        | 0        | 0        | 17     | 0      | 0      | 0      | 0      |
| G. Bonina     | 17       | 125      | 89       | 23       | 13       | 17     | 125    | 89     | 23     | 13     |
| M. De Prisco  | 10       | 0        | 0        | 0        | 0        | 10     | 0      | 0      | 0      | 0      |
| M. Giacobelli | 15       | 121      | 66       | 48       | 7        | 15     | 121    | 66     | 48     | 7      |
| D. Giuliano   | 1        | 0        | 0        | 0        | 0        | 1      | 0      | 0      | 0      | 0      |
| A. Guancia    | 11       | 8        | 7        | 0        | 1        | 11     | 8      | 7      | 0      | 1      |
| C. Iervolino  | 0        | 0        | 0        | 0        | 0        | 0      | 0      | 0      | 0      | 0      |
| S. Ivanov     | 6        | 86       | 77       | 3        | 6        | 6      | 86     | 77     | 3      | 6      |
| A. Libraro    | 17       | 27       | 12       | 13       | 2        | 17     | 27     | 12     | 13     | 2      |
| E. Libraro    | 17       | 215      | 187      | 17       | 11       | 17     | 215    | 187    | 17     | 11     |
| C. Lucarelli  | 14       | 83       | 64       | 11       | 8        | 14     | 83     | 64     | 11     | 8      |
| G. Ndrecaj    | 15       | 24       | 18       | 6        | 0        | 15     | 24     | 18     | 6      | 0      |
| G. Scialò     | 7        | 104      | 89       | 13       | 2        | 7      | 104    | 89     | 13     | 2      |
| F. Sette      | 17       | 238      | 188      | 26       | 24       | 17     | 238    | 188    | 26     | 24     |

P = presenze; PT = punti totali; AV = attacchi vincenti; MV = muri vincenti; BV = battute vincenti